# 王世琇
王世琇（？—1642年），字崑良，保定府清苑县人，明末官員。崇禎十年進士。

## 生平
崇祯六年（1633年）癸酉科順天鄉試第三十二名舉人，崇祯十年（1637年）丁丑科會試第一百六十四名，廷試三甲一百二十三名進士。刑部观政，本年十二月授归德府推官，十四年升工部营缮司主事，未上任，崇祯十五年二月，李自成攻陷陳州，乘勝进军歸德。世琇將要去京师上任，僚屬邀请共同守城，世琇慨然应允，城破遇害。清朝時追謚節愍。妻子武氏之前已回家，聞變亦自縊而死。

## 家族
曾祖王祚，己丑進士，贵州道御史，諌言廷杖，起吏科给事中；祖王谦，生员；父王祖伊，生员。